# ليلى دين
ليلى دين (بالإنجليزية: Leila Deen) هي عالمة بيئة بريطانية، ولدت في 1979.